# Спурџен (Тенеси)
Спурџен (енгл. Spurgeon) насељено је место без административног статуса у америчкој савезној држави Тенеси.

## Демографија
По попису из 2010. године број становника је 3.957, што је 497 (14,4%) становника више него 2000. године.
| Група             | 2000.         | 2010.         |
| Белци             | 3.374 (97,5%) | 3.749 (94,7%) |
| Афроамериканци    | 19 (0,5%)     | 76 (1,9%)     |
| Азијати           | 6 (0,2%)      | 11 (0,3%)     |
| Хиспаноамериканци | 18 (0,5%)     | 69 (1,7%)     |
| Укупно            | 3.460         | 3.957         |